# Chris Coleman
Christopher Patrick Coleman (Swansea, 1970. június 10. –) korábbi walesi válogatott labdarúgó, edző, a kínai Hopej China Fortuna vezetőedzője.

## Játékos statisztikái

### Klubokban
| Klub teljesítmény | Klub teljesítmény | Klub teljesítmény | League          | League | Kupa            | Kupa    | Ligakupa        | Ligakupa       | Nemzetközi      | Nemzetközi | Összesen        | Összesen |
| Szezon            | Klub              | League            | Pályára lépések | Gólok  | Pályára lépések | Gólok   | Pályára lépések | Gólok          | Pályára lépések | Gólok      | Pályára lépések | Gólok    |
| Anglia            | Anglia            | Anglia            | League          | League | FA-kupa         | FA-kupa | Angol Ligakupa  | Angol Ligakupa | Európai         | Európai    | összesen        | összesen |
| ----------------- | ----------------- | ----------------- | --------------- | ------ | --------------- | ------- | --------------- | -------------- | --------------- | ---------- | --------------- | -------- |
| 1987–88           | Swansea City      | Fourth Division   | 30              | 0      | 2               | 0       | 2               | 0              | 0               | 0          | 34              | 0        |
| 1988–89           | Swansea City      | Third Division    | 43              | 0      | 3               | 0       | 2               | 0              | 5               | 0          | 53              | 0        |
| 1989–90           | Swansea City      | Third Division    | 46              | 2      | 4               | 0       | 2               | 0              | 2               | 0          | 54              | 2        |
| 1990–91           | Swansea City      | Third Division    | 41              | 0      | 4               | 1       | 2               | 0              | 8               | 0          | 55              | 1        |
| 1991–92           | Crystal Palace    | First Division    | 18              | 4      | 1               | 0       | 5               | 0              | 0               | 0          | 24              | 4        |
| 1992–93           | Crystal Palace    | Premier League    | 38              | 5      | 1               | 0       | 7               | 2              | 0               | 0          | 46              | 7        |
| 1993–94           | Crystal Palace    | First Division    | 46              | 3      | 1               | 0       | 4               | 0              | 0               | 0          | 51              | 3        |
| 1994–95           | Crystal Palace    | Premier League    | 35              | 1      | 7               | 1       | 6               | 0              | 0               | 0          | 48              | 2        |
| 1995–96           | Crystal Palace    | First Division    | 17              | 0      | 2               | 0       | 2               | 0              | 0               | 0          | 21              | 0        |
| 1995–96           | Blackburn Rovers  | Premier League    | 20              | 0      | 0               | 0       | 0               | 0              | 0               | 0          | 20              | 0        |
| 1996–97           | Blackburn Rovers  | Premier League    | 8               | 0      | 0               | 0       | 1               | 0              | 0               | 0          | 9               | 0        |
| 1997–98           | Blackburn Rovers  | Premier League    | 0               | 0      | 0               | 0       | 1               | 0              | 0               | 0          | 1               | 0        |
| 1997–98           | Fulham            | Second Division   | 26              | 1      | 1               | 0       | 0               | 0              | 0               | 0          | 27              | 1        |
| 1998–99           | Fulham            | Second Division   | 45              | 4      | 7               | 0       | 5               | 1              | 0               | 0          | 57              | 5        |
| 1999–00           | Fulham            | First Division    | 40              | 3      | 3               | 1       | 7               | 1              | 0               | 0          | 50              | 5        |
| 2000–01           | Fulham            | First Division    | 25              | 0      | 0               | 0       | 1               | 0              | 0               | 0          | 26              | 0        |
| 2001–02           | Fulham            | Premier League    | 0               | 0      | 0               | 0       | 0               | 0              | 0               | 0          | 0               | 0        |
| összesen          | Anglia & Wales    | Anglia & Wales    | 478             | 23     | 36              | 3       | 48              | 4              | 15              | 0          | 576             | 30       |
| Karrier összesen  | Karrier összesen  | Karrier összesen  | 478             | 23     | 36              | 3       | 48              | 4              | 15              | 0          | 576             | 30       |

### Góljai a válogatottban
| # | Dátum               | Helyszín | Ellenfelek               | Gól   | Végeredmény | Verseny                            | Gól |
| - | ------------------- | -------- | ------------------------ | ----- | ----------- | ---------------------------------- | --- |
| 1 | 1992. április 29.   | Bécs     | Ausztria – Wales         | 1 – 1 | 1 – 1       | Barátságos mérkőzés                | 83' |
| 2 | 1994. március 9.    | Cardiff  | Wales – Norvégia         | 1 – 3 | 1 – 3       | Barátságos mérkőzés                | 90' |
| 3 | 1994. szeptember 7. | Cardiff  | Wales – Albánia          | 1 – 0 | 2 – 0       | 2000-es Európa-bajnokság selejtező | 6'  |
| 4 | 1998. október 14.   | Cardiff  | Wales – Fehéroroszország | 2 – 2 | 3 – 2       | 2000-es Európa-bajnokság selejtező | 55' |

## Edzői Statisztikái
| Csapat              | –tól               | –ig                | Teljesítmény | Teljesítmény | Teljesítmény | Teljesítmény | Teljesítmény | Jegyzetek |
| Csapat              | –tól               | –ig                | M            | GY           | D            | V            | Győzelem %   | Jegyzetek |
| ------------------- | ------------------ | ------------------ | ------------ | ------------ | ------------ | ------------ | ------------ | --------- |
| Fulham              | 2003. április 17.  | 2007. április 10.  | 176          | 61           | 44           | 71           | 34,7         |           |
| Real Sociedad       | 2007. július 4.    | 2008. január 16.   | 21           | 8            | 7            | 6            | 38,1         | [ 2 ]     |
| Coventry City       | 2008. február 19.  | 2010. május 4.     | 117          | 34           | 37           | 46           | 29,1         |           |
| AÉ Láriszasz        | 2011. május 26.    | 2012. január 10.   | 12           | 6            | 4            | 2            | 50,0         |           |
| Wales               | 2012. január 19.   | 2017. november 17. | 50           | 19           | 13           | 18           | 38,0         |           |
| Sunderland          | 2017. november 19. | 2018. április 29.  | 29           | 5            | 8            | 16           | 17,2         | [ 3 ]     |
| Hopej China Fortune | 2018. június 10.   | Jelenlegi          | 0            | 0            | 0            | 0            | —            |           |
| összesen            | összesen           | összesen           | 405          | 133          | 113          | 159          | 32,8         | —         |